# Kościół św. Jana z Dukli w Gębiczynie
Kościół św. Jana z Dukli w Gębiczynie – katolicki kościół filialny zlokalizowany we wsi Gębiczyn, w powiecie czarnkowsko-trzcianeckim, w województwie wielkopolskim. Należy do parafii św. Andrzeja Boboli w Gębicach.
Skromna, neogotycka świątynia została zbudowana w 1900 w centralnym punkcie rozrzuconej, olęderskiej wsi. Początkowo był to kościół protestancki, a od 1945 jest katolicki. Przy kościele stoi prosta, stalowa dzwonnica. Na krzyżu misyjnym widnieją trzy daty: 1998, 2000, 2010. Obok kościoła stoi też drewniana rzeźba św. Huberta.